# 玉田宿禰
玉田 宿禰（たまだのすくね、生年不詳 - 允恭天皇5年）は、『日本書紀』に伝わる古代日本の人物。『古事記』に記載はない。

## 系譜
『日本書紀』では玉田宿禰について、允恭天皇5年7月14日条において葛城襲津彦の孫、雄略天皇7年是歳条において子とし、異同が見られる（『公卿補任』では子とする）。
子に関して『日本書紀』では雄略天皇7年是歳条に「別本云」として毛媛（吉備上道田狭の妻、のち雄略天皇の妃）の名を挙げる。『公卿補任』では、葛城円（かつらぎのつぶら）を子に挙げる。

## 記録
『日本書紀』允恭天皇5年7月14日条によると、玉田宿禰は反正天皇の殯を命じられていたが、地震（允恭地震：日本の記録上初めての地震）があったにもかかわらず酒宴を行なっていて殯宮にいなかった。允恭天皇は尾張連吾襲を遣わして調べさせたが、玉田宿禰は事の発覚を恐れて吾襲を殺し、武内宿禰（葛城襲津彦の父）の墓域に逃げ込んだ。天皇は玉田宿禰を呼び出したが、玉田宿禰が鎧を身につけているのを見つけ、これを誅したという。